# Neodiaphlebus uniformis
Neodiaphlebus uniformis är en insektsart som först beskrevs av Brunner von Wattenwyl 1898.  Neodiaphlebus uniformis ingår i släktet Neodiaphlebus och familjen vårtbitare. Inga underarter finns listade i Catalogue of Life.